# Convento de Monte-Sion

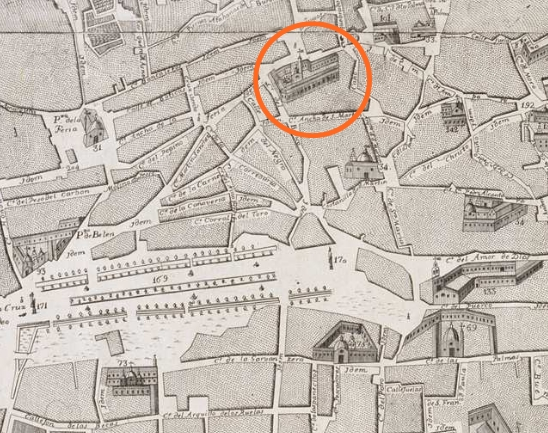
Convento de Santa María de Monte-Sión (señalado en naranja). Plano de Sevilla del asistente Pablo de Olavide de 1771

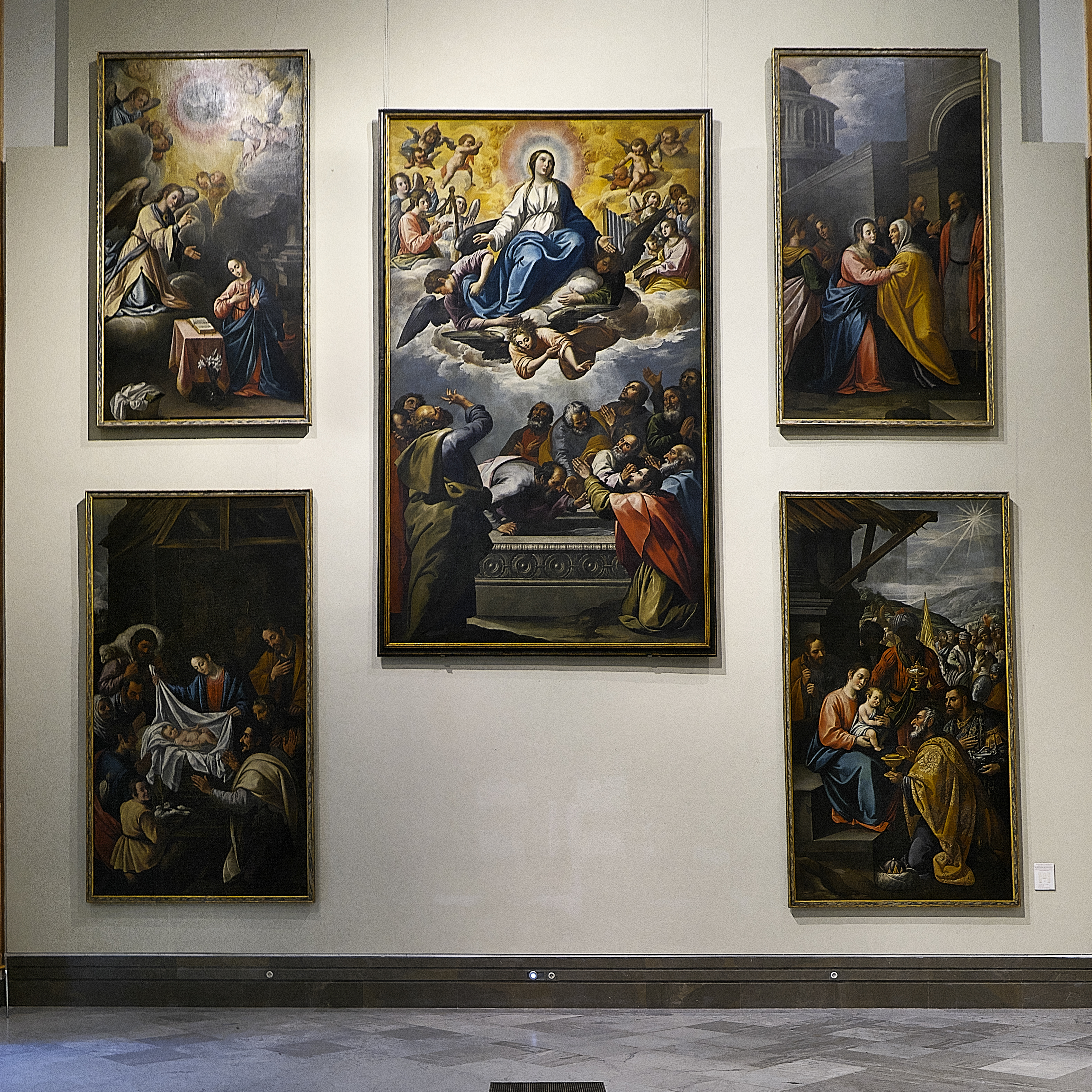
Pinturas del retablo mayor, Juan del Castillo

El convento de Santa María de Monte-Sión fue un establecimiento religioso fundado en el siglo XVI por la orden de los dominicos que
se encontraba situado en la actual calle Feria de Sevilla (Andalucía, España). Fue desamortizado en 1835. En la actualidad se conserva como templo la capilla de Monte-Sión, de la hermandad del mismo nombre.

## Historia
Fue fundado por Mencía Manuel de Guzmán. Mencía era soltera y llevaba una vida piadosa y de caridad. Vestía el hábito de comendadora de la Orden de Santiago. Su hermano, Álvaro de Guzmán, era fraile dominico, y su confesor era el dominico Juan de Ochoa, profesor del Colegio de Santo Tomás de Aquino. Mencía dispuso la fundación de este convento en su testamento en 1559. La fundación se aprobó en el capítulo general de la orden celebrado en Aviñón en 1561.
El convento se situó donde se encontraban unas casas de Mencía, en la collación de San Juan de la Palma. En 1576 comenzó la construcción. La iglesia del convento se finalizó en 1601. Mencía fue enterrada en dicho templo.
En 1577 se construyó en el compás del convento, junto al presbiterio, la capilla de la Hermandad de la Oración en el Huerto y la Virgen del Rosario, conocida como Hermandad de Monte-Sión.
Los sacerdotes dominicos del convento fueron procedentes del Colegio de Santo Tomás de Aquino de Sevilla y del colegio de San Gregorio de Valladolid. El primer prior fue Juan de Ochoa, que escogió a los 14 primeros sacerdotes del mismo. En 1757 el convento contaba con 18 religiosos y en 1803 con 16.
En 1810, durante la invasión francesa de Sevilla, el convento fue exclaustrado y ocupado por las tropas francesas. Estas saquearon todo el patrimonio de la hermandad, que entonces albergaba unas 19 arrobas de plata. Tras la expulsión de los franceses la congregación regresó al mismo en 1814. En el Trienio Liberal el convento fue exclaustrado y en 1823 fue comprado por el marqués de Arco Hermoso. En 1835 el convento fue desamortizado. Posteriormente se instaló en él una fábrica de tejidos de lana. La iglesia siguió como templo. No obstante, tras la Revolución de 1868 la Junta Revolucionaria incautó todo el edificio para trasladar ahí la parroquia de Omnium Sanctorum, que planeaban demoler. No obstante, esto no se llevó a cabo. La iglesia fue arrendada por un presbítero durante dos años. El convento permaneció abandonado y siendo lugar de reuniones de sociedades y gremios de la zona, como los tejedores y los carpinteros. Entre 1888 y 1912 se instaló en él la congregación del Convento de Santa María de las Dueñas, que tras la desamortización había pasado por varias sedes. También se estableció en el convento la sede del capítulo de las cuatro órdenes militares de la ciudad. Usaron la iglesia para almacenar su patrimonio, colocando en el altar mayor los cuadros que poseía la Orden de San Benito de Calatrava.
En 1927 la iglesia pasó a ser la sede del Archivo de Protocolos Notariales. El edificio fue reformado por José Gómez Millán, que trazó la actual portada historicista.
La capilla de Monte-Sión sigue siendo un templo católico y la sede canónica de esa hermandad. Fue arrasada por grupos anticlericales en 1936. Las imágenes titulares pudieron salvarse por haber sido escondidas previamente. La hermandad estuvo en la Iglesia de San Martín hasta que la restauración finalizó, en 1952.
Tras la desamortización varios de sus cuadros pasaron al Museo de Bellas Artes de Sevilla:
- Pinturas del retablo mayor realizadas por Juan del Castillo entre 1634 y 1636.[7]
  - Anunciación.
  - Visitación.
  - Adoración de los pastores.
  - Asunción de la Virgen.
  - Adoración de los reyes.
  - El taller de Nazaret.
  - Muerte de José.
- Las Ánimas del Purgatorio. 1636. Alonso Cano.[8]

El cuadro de la Virgen del Rosario realizado por Sebastián de Llanos y Valdés se encuentra en la Catedral de Sevilla.